# جزائرنا
جَزَائِرَنَا يَا بِلاَدَ الْجُدُودْ هي أنشودة وطنية من بين الأناشيد الوطنية الجزائرية · .

## القصيدة

علم الجزائر

جغرافيا الجزائر

علم الجزائر

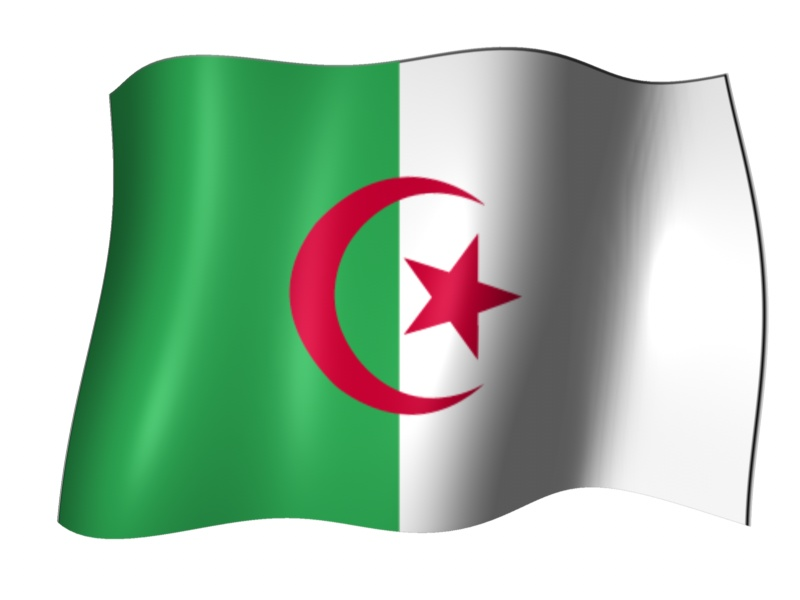
علم الجزائر

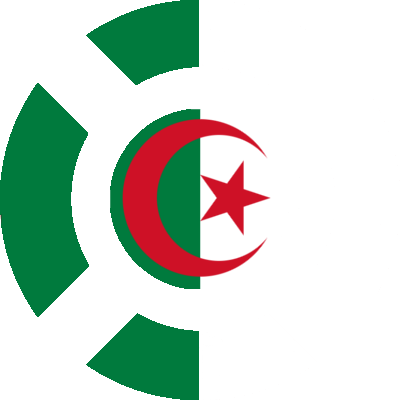
علم الجزائر

علم الجزائر

هذه الأنشودة الوطنية ألفها محمد الشبوكي ولحنها محمد الربعي · .
وتُعتبر هذه الأنشودة من أشهر النصوص الثورية التي خلدت ثورة تحرير الجزائر · .
وتتكون قصيدتها من ستة عشر بيتا شعريا مقروضا وفق عروض بحر المتقارب.
وقد تم الأداء الفني لهذه الأبيات من طرف الفرقة الفنية لجبهة التحرير الوطني قبل استقلال الجزائر · .
وأداها جماعيا كل من فناني أوركسترا الإذاعة الجزائرية، وأوركسترا التلفزيون الجزائري، وكذلك أوركسترا أوبرا الجزائر.
كما أن وزارة التربية الجزائرية قد اعتمدت هذا النشيد مع قَسَمًا، وشعب الجزائر مسلم، واشهدي يا سماء، وعليك مني سلام يا أرض أجدادي، ويا شهيد الوطن، ونحن طلاب الجزائر، في برامجها التكوينية · .

## نص النشيد
ـــــــــــــــــــــــــــــــــــــــــــــــــــــــــــــــــــــــــــــــــــــــــــــــــــــــــــــــ
جَزَائِرَنَا يَا بِلَادَ الْجُدُودْ   .....    نَهَضْنَا نُحَطِّمُ عَنْكِ الْقُيُودْ
فَفِيكِ بِرَغْمِ الْعِدَا سَنَسُودْ   .....    وَنَعْصِفُ بِالظُّلْمِ وَالظَّالِمِينْ
ـــــــــــــــــــــــــــــــــــــــــــــــــــــــــــــــــــــــــــــــــــــــــــــــــــــــــــــــ
سَلَامًا سَلَامًا جِبَالَ الْبِلَادْ..... فَأَنْتِ الْقِلَاعُ لَنَا وَالْعِمَادْ
وَفِيكِ عَقَدْنَا لِوَاءَ الْجِهَادْ..... وَمِنْكِ زَحَفْنَا عَلَى الْغَاصِبِينْ
ـــــــــــــــــــــــــــــــــــــــــــــــــــــــــــــــــــــــــــــــــــــــــــــــــــــــــــــــ
قَهَرْنَا الْأَعَادِيَ فِي كُلِّ وَادْ..... فَلَمْ تُجْدِهِمْ طَائِرَاتٌ عَوَادْ
وَلَا الطَّنْكُ يُنْجِدُهُمْ فِي الْبَوَادْ..... فَبَاؤُوا بِأَشْلَائِهِمْ خَاسِئِينْ
ـــــــــــــــــــــــــــــــــــــــــــــــــــــــــــــــــــــــــــــــــــــــــــــــــــــــــــــــ
وَقَائِعُنَا قَدْ رَوَتْ لِلْوَرَى..... بِأَنَّا صَمَدْنَا كَأُسْدِ الشَّرَى
فَأَوْرَاسُ يَشْهَدُ يَوْمَ الْوَغَى..... بِأَنَّا جَهَزْنَا عَلَى الْمُعْتَدِينْ
ـــــــــــــــــــــــــــــــــــــــــــــــــــــــــــــــــــــــــــــــــــــــــــــــــــــــــــــــ
سَلُوا جَبَلَ الْجُرْفِ عَنْ جَيْشِنَا..... يُخَبِّرْكُمُ عَنْ قِوَى جَأْشِنَا
وَيُعْلِمْكُمُ عَنْ مَدَى بَطْشِنَا..... بِجَيْشِ الزَّعَانِفَةِ الْآثِمِينْ
ـــــــــــــــــــــــــــــــــــــــــــــــــــــــــــــــــــــــــــــــــــــــــــــــــــــــــــــــ
بِجَرْجَرَةَ الضَّخْمِ خُضْنَا الْغِمَارْ..... وَفِي الْأَبْيَضِ الْفَخْمِ نِلْنَا الْفَخَارْ
وَفِـي كُلِّ فَجٍّ حَمَيْنَا الدِّمَارْ..... فَنَحْنُ الْأُبَاةُ بَنُو الْفَاتِحِينْ
ـــــــــــــــــــــــــــــــــــــــــــــــــــــــــــــــــــــــــــــــــــــــــــــــــــــــــــــــ
نُعَاهِدُكُمْ يَا ضَحَايَا الْكِفَاحْ..... بِأَنَّا عَلَى الْعَهْدِ حَتَّى الْفَلَاحْ
ثِقُوا يَا رِفَاقِي بِأَنَّ النَّجَاحْ..... سَنَقْطِفُ أَثْمَارَهُ بَاسِمِينْ
ـــــــــــــــــــــــــــــــــــــــــــــــــــــــــــــــــــــــــــــــــــــــــــــــــــــــــــــــ
قِفُوا وَاهْتِفُوا يَا رِجَالَ الْهِمَمْ..... تَعِيشُ الْجِبَالُ، وَيَحْيَا الشَّمَمْ
وَتَحْيَا الضَّحَايَا، وَيَحْيَا الْعَلَمْ..... وَتَحْيَا الدِّمَاءُ، دِمَا الثَّائِرِينْ
ـــــــــــــــــــــــــــــــــــــــــــــــــــــــــــــــــــــــــــــــــــــــــــــــــــــــــــــــ
جَزَائِرَنَا يَا بِلَادَ الْجُدُودْ   .....    نَهَضْنَا نُحَطِّمُ عَنْكِ الْقُيُودْ
فَفِيكِ بِرَغْمِ الْعِدَا سَنَسُودْ   .....    وَنَعْصِفُ بِالظُّلْمِ وَالظَّالِمِينْ
ـــــــــــــــــــــــــــــــــــــــــــــــــــــــــــــــــــــــــــــــــــــــــــــــــــــــــــــــ

## وصلات خارجية

### فيديوهات
- أنشودة: جزائرنا يا بلاد الجدود، نهضنا نحطم عنك القيود على يوتيوب
- أنشودة: جزائرنا يا بلاد الجدود، نهضنا نحطم عنك القيود على يوتيوب
- أنشودة: جزائرنا يا بلاد الجدود، نهضنا نحطم عنك القيود على يوتيوب
- أنشودة: جزائرنا يا بلاد الجدود، نهضنا نحطم عنك القيود على يوتيوب
- أنشودة: جزائرنا يا بلاد الجدود، نهضنا نحطم عنك القيود على يوتيوب